# Gerd von Rundstedt
Gerd von Rundstedt (születési neve Karl Rudolf Gerd von Rundstedt, Aschersleben, 1875. december 12. – Hannover, 1953. február 24.) német tábornagy, hadseregcsoport-főparancsnok. 1940.  október 10. és 1945. március 11. között pedig három alkalommal a Nyugati front – Oberbefehlshaber West (OB West) – főparancsnoka. Ő volt a Wehrmacht rangidős tisztje. Németország vaslovagjaként vagy Fekete lovagként emlegették.

## Életpályája

### Ifjúkora és az első világháború
Ascherslebenben született porosz arisztokrata család gyermekeként. 1893-ban lépett be a hadseregbe és az elitképzőnek számító katonai akadémián végezte tanulmányait. (Csak 160 hallgatót vettek fel, ezeknek 75%-át később eltanácsolták.) 1902. január 22-én feleségül vette Luise Bila von Götzöt (elhunyt 1952-ben). Egy gyermekük született: Hans Gerd von Runsdstedt (1903-1948).
1907-ben végzett tanulmányaival és próbaidőre a német hadsereget irányító főparancsnoki törzskarba vették fel, de a munkájával való elégedettség miatt már 1909-ben beosztását törzskari főhadnagyként véglegesítették.
Az első világháborúban a palesztinai, a mezopotámiai és a kaukázusi frontokon vezette csapatait. A nyugati fronton elért sikerei miatt 1914. november 28-án őrnaggyá léptették elő. 1919 után az újjászerveződő Reichswehr törzskarában dolgozott. Ezredesi rendfokozatban 1925-től Padebornban, majd 1928-tól vezérőrnagyként Breslau közelében szolgált.

### A két világháború közötti időszak

Gerd von Rundstedt tiszteletbeli ezredparancsnok váll-lapja és parolija

Rundstedt már a nácik hatalomra jutása előtt a katonai csúcsvezetés tagja volt. 1932 novemberében kinevezték a berlini katonai körzet parancsnokává. Porosz arisztokrataként nem volt híve a nácik programjának. A passzív katonai ellenállás tagja lett, vezető személyisége a nem náci kötődésű, (nagy többségükben porosz származású) tisztek csoportjának. Részben tevékenységük eredménye, hogy Ernst Röhm nem alakíthatta az SA-t birodalmi fegyveres testületté.
Vezérkari tisztként helyeselte a Wehrmacht kiépítését, ám a folyamatot mindvégig kritikával illette. 1938-tól vezérezredes. Katonai megfontolásból ellenezte a háborúba bocsátkozást más európai államokkal, 1938-ban mégis levezényelte a Szudétavidék megszállását. 1938-tól folyamatosan jelezte Hitlernek, hogy a Wehrmacht túl gyenge a náci vezetés keleti ambícióinak megvalósításához.

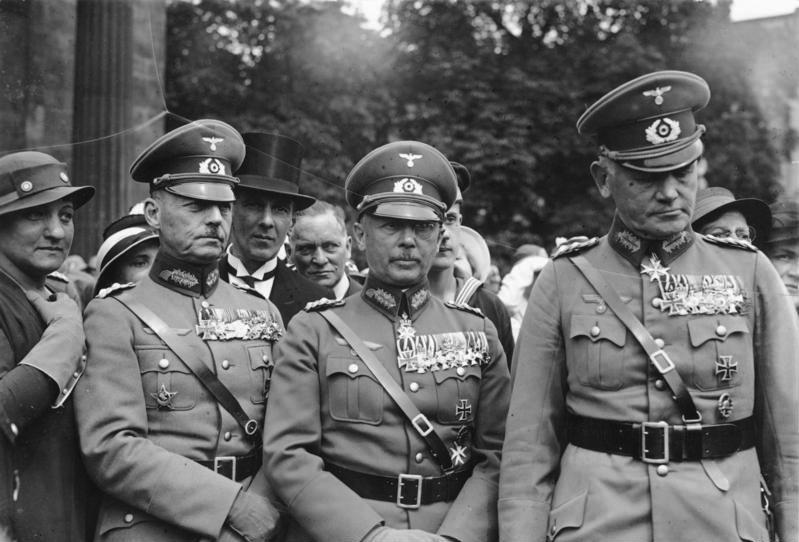
(balról jobbra) Von Rundstedt, Von Fritsch és Von Blomberg

1938-ban nyugállományba vonult, ebből az alkalomból a 18. Gyalogos Ezred tiszteletbeli ezredesévé nevezték ki. Gyakorta viselte az ezredesi egyenruhát még tábornagy korában is, és csak mosolygott, ha ezredesnek nézték. A valóságban azonban a tábornagyi rendfokozatot viselte, csak a paroliján volt ezredesi jelzés.

### A második világháború

#### Lengyelország
1939-ben a Sziléziából és Szlovákiából Lengyelországba behatoló német hadseregcsoport vezetője volt. Varsó elhúzódó ostromakor a motorizált hadviselés csapdáira (városi harcok) hívta fel a figyelmet. Páncélosait a városba való első betörési kísérletnél súlyos veszteségek érték, ezért inkább tüzérséggel lövette és bombáztatta a várost.

#### A nyugati hadjárat
1940 elején a tervezett franciaországi hadjárat megalkotói közé tartozott. Elfogadta a vezérkari főnöke, Erich von Manstein  által kidolgozott  Sárga Tervet. 1940. május 10-én Rundstedt páncélos alakulatai ellenállás nélkül robogtak át az Ardenneken és megjelentek a meglepett franciák hátában. További előretörésükkel elvágták a hátországtól a brit és francia csapatokat, de a dunkerque-i csatában vagy Hitler, vagy Von Rundstedt parancsára a német haderő megállt, a szövetségeseknek  mintegy 330 000 katonája megmenekült, azonban a fegyverzetük, az összes járművük és hadianyaguk a németek hadizsákmánya lett. Néhány héttel később elfoglalták Párizst. Von Rundstedtet 1940. július 19-én tábornaggyá (Generalfeldmarschall, vezértábornagy) nevezte ki Hitler.

#### ABarbarossa hadművelet

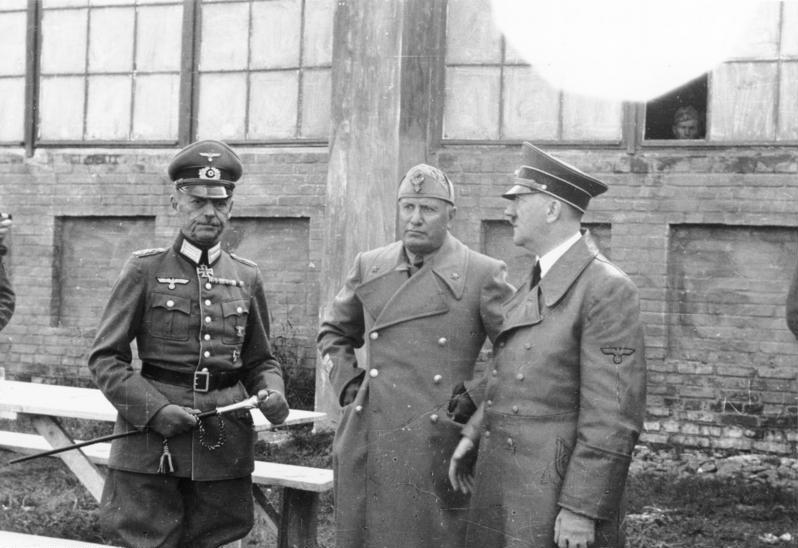
(balról jobbra) Von Rundstedt, Mussolini és Hitler a Szovjetunióban

1941-ben ő vezette a Dél Hadseregcsoport támadását Ukrajna és a Kaukázus olajmezői felé. Rundstedt vágyálomnak tartotta Hitler terveit a Volga vonalának egy éven belüli áttörésére és Kaszpi-tenger elérésére. A támadás a Krím ostromával kifulladt, Rundstedt pedig Hitler rosszallása ellenére pihenőt rendelt csapatainak. Hitler emiatt eltávolította őt a Dél Hadseregcsoport éléről és a parkolópályának számító Párizsba küldte.

### Kísérlet Hitler eltávolítására
1943 júniusában és decemberében Von Rundstedt Isztambulba küldte gróf Helmuth James von Moltkét azzal a céllal, hogy tájékoztassa az OSS-t (en: Office of Strategic Services, Stratégiai Szolgálatok Hivatala, becenevén Oh-So-Social, 'Ó-Mily-Előkelő') arról, hogy összeesküvés készül Hitler meggyilkolására. Felajánlotta, hogy szabad utat biztosít az amerikaiaknak Franciaországban, és javasolta, hogy Wehrmacht-alakulatok harcoljanak a szövetségesek mellett. Az amerikai kormány nem válaszolt a kezdeményezésre. 
Az összeesküvés legmagasabb rangú résztvevői: Von Rundstedt és Wilhelm List tábornagyok, Franz Halder és Ludwig Beck vezérezredesek, Carl Friedrich Gördeler, Lipcse polgármestere és „valószínűleg” Günther von Kluge tábornagy.

#### A Nyugati front
Igen szigorú védekező taktikát dolgozott ki Franciaország védelmére. Félszívvel látott neki az úgynevezett Atlanti Fal felépítésének. Katonaként úgy vélte, hogy a németek képesek lehetnek a szövetséges invázió megállítására akár a szárazföld belsejében is. E kérdésben összekülönbözött Rommel tábornaggyal is, aki az Atlanti Fal megépítésében látta a győzelem kulcsát.
Hitler továbbra sem bízott tábornokában. Parancsnoki jogkörében korlátozta, utasításait végrehajtásuk előtt a Führer főhadiszállásával kellett jóváhagyatnia. Csapatainak létszámbeli, fegyverzeti hátrányát és morális állapotát tekintve Rundstedt nem látott esélyt a tartós ellenállásra. Az invázió után elhangzott nyílt kritikája miatt eltávolították a Wehrmacht nyugati csapatainak parancsnoki posztjáról. 
 Hamarosan rehabilitálták és a Hitler elleni, 1944. július 20-ai merényletet vizsgáló Ehrenhof bizottság tagja lett, melynek működése során számos náciellenes szervezkedéssel gyanúsított tisztet zártak ki a Wehrmachtból és adtak át annak a hadbíróságnak, amelynek Roland Freisler volt az elnöke.
1944 szeptemberére összeomlott a nyugati front. A szövetségesek előretörésére Von Rundstedtet visszahelyezték annak vezérkarába. Ideiglenesen sikerült rendbe szednie csapatait és stabil frontot kialakítania a nyugati német határok mentén. 1944 decemberében ő vezette a nagy német támadást az Ardenneken keresztül, amely azonban utánpótlási nehézségek és a keleti front összeomlása miatt visszavonulással végződött. Rundstedtet végleg leváltották, miután az amerikai csapatok Remagennél sikeresen átkeltek a Rajnán. 1945 januárjában nyugállományba vonult.

## Hadifogsága és halála
Gerd von Rundstedt tábornagy 1945. május 1-jén Bad Tölzben (Németország) az USA 36. Gyalogos Hadosztályának a hadifogságába esett. Nagy-Britanniába szállították, ott töltötte a hadifogságot. Basil Liddell Hart és Brian Horrocks hadtörténészek riportokat készítettek vele. Bár háborús bűntettek elkövetésével megvádolták, rossz egészségi állapota miatt a pert nem folytatták le ellene (súlyos szívbeteg volt). 1949 májusában szabadon engedték. Hannoverben telepedett le, és ott is halt meg 1953. február 24-én.

## Előléptetései
- zászlós: 1892. március 22.
- hadnagy: 1899. január 1.
- főhadnagy: 1902. október 1.
- százados: 1909. március 22.
- őrnagy: 1914. november 28.
- alezredes: 1920. október 1.
- ezredes: 1923. február 1.
- vezérőrnagy: 1927. november 1.
- altábornagy: 1929. március 1.

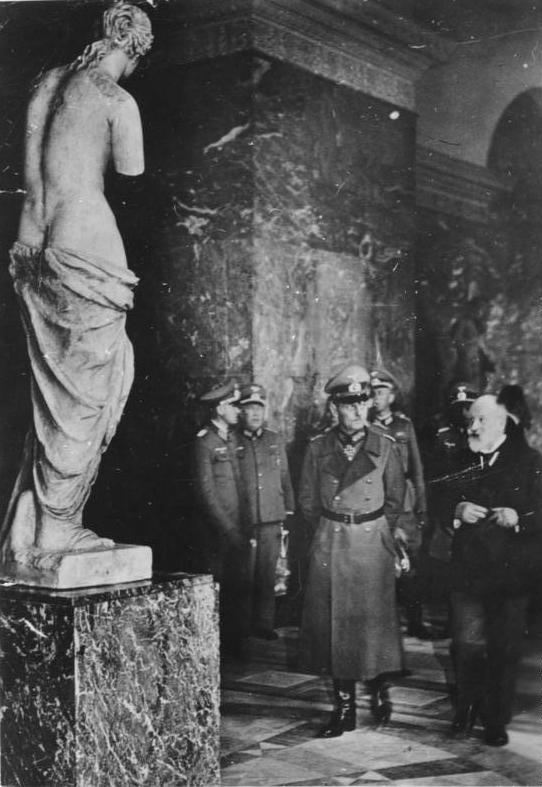
Von Rundstedt tábornagy megtekinti a milói Vénuszt a Louvre-ban, 1940 októberében, a megszállt Franciaországban

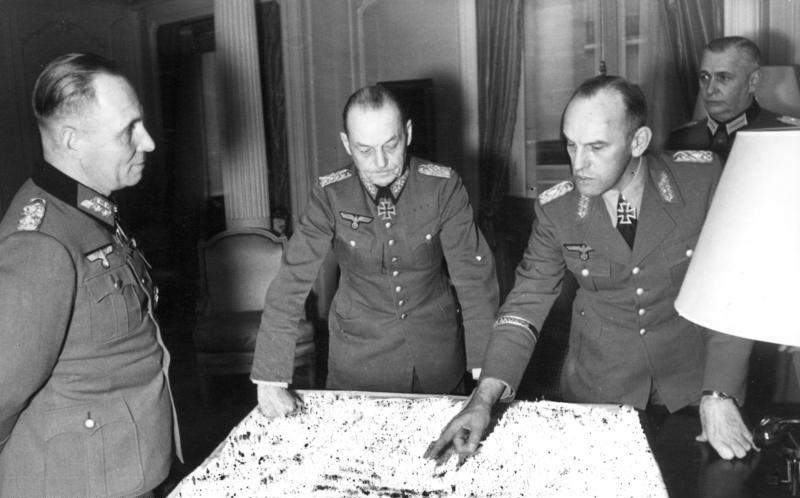
(balról jobbra) Rommel, Von Rundstedt, Gause és Zimmermann

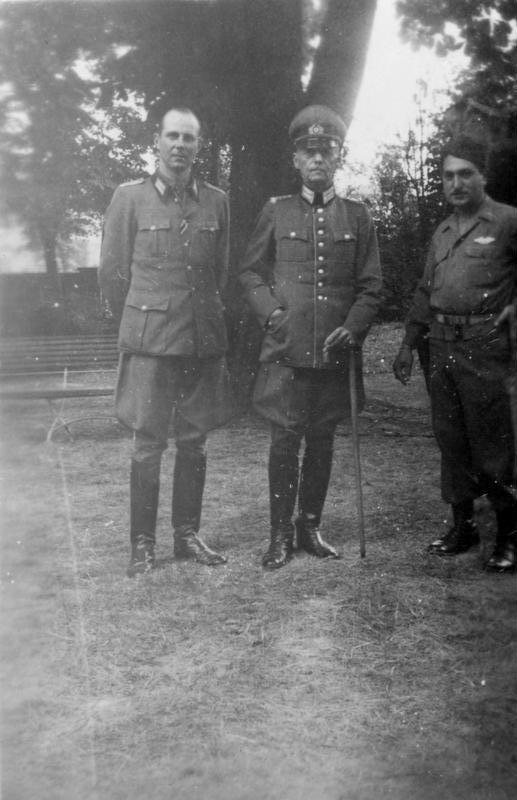
Gerd von Rundstedt és fia, Hans Gerd a hadifogságban

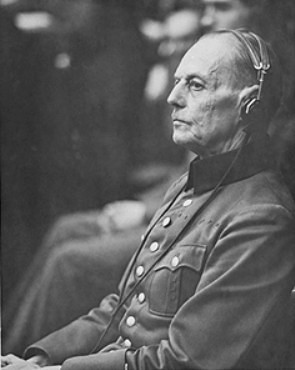
Gerd von Rundstedt a nürnbergi perben

- gyalogsági tábornok: 1932. október 1.[j 2]
- vezérezredes: 1938. március 1.
- tábornagy: 1940. július 19.[j 3]

## Jelentős kitüntetései
- Boxerlázadási Emlékérem (1902)
- Másodosztályú Vaskereszt (1914)
- Negyedosztályú Bajor Katonai Érdemrend a kardokkal és a koronával (1915)
- Negyedosztályú Porosz Koronaérdemrend (?)
- A Hohenzollern-ház Érdemrendjének Lovagkeresztje a kardokkal (Poroszország, 1917)
- Kardokkal ékesített Elsőosztályú Szász Albert Lovagrend
- A Becsület Keresztje (1934)
- Szudétai kitüntetés (1938)
- Harmadosztályú Schwarzburg Becsületkereszt (?)
- Hadi Érdemkereszt (Lippe)
- Waldeck-i Érdemkereszt (?)
- Török Hadiérem (?)
- Olasz Koronaérdemrend Nagykeresztje (1938)
- Másod- és első osztályú Vaskereszt pántja (1939)
- 40 év a Fegyveres Erők Szolgálatában Kitüntetés pántja
- Harmad-, másod- és első osztályú Vitéz Mihály-rend (Románia, (1941) és (1942)
- Vaskereszt Lovagkeresztje (1944)
- Tölgyfalomb ékítmény a Lovagkereszthez (1944)
- Kardok a Lovagkereszthez (1945)

## Fordítás
- Ez a szócikk részben vagy egészben  a   Gerd von Rundstedt című angol Wikipédia-szócikk fordításán alapul.  Az eredeti cikk szerkesztőit annak laptörténete sorolja fel. Ez a jelzés csupán a megfogalmazás eredetét és a szerzői jogokat jelzi, nem szolgál a cikkben szereplő információk forrásmegjelöléseként.
- Ez a szócikk részben vagy egészben  a   Battle of Dunkirk című angol Wikipédia-szócikk fordításán alapul.  Az eredeti cikk szerkesztőit annak laptörténete sorolja fel. Ez a jelzés csupán a megfogalmazás eredetét és a szerzői jogokat jelzi, nem szolgál a cikkben szereplő információk forrásmegjelöléseként.
- Ez a szócikk részben vagy egészben  az   Erich von Manstein című angol Wikipédia-szócikk fordításán alapul.  Az eredeti cikk szerkesztőit annak laptörténete sorolja fel. Ez a jelzés csupán a megfogalmazás eredetét és a szerzői jogokat jelzi, nem szolgál a cikkben szereplő információk forrásmegjelöléseként.
- Ez a szócikk részben vagy egészben  az   OB West című angol Wikipédia-szócikk fordításán alapul.  Az eredeti cikk szerkesztőit annak laptörténete sorolja fel. Ez a jelzés csupán a megfogalmazás eredetét és a szerzői jogokat jelzi, nem szolgál a cikkben szereplő információk forrásmegjelöléseként.

## Ajánlott irodalom
- Charles Messenger: Az utolsó porosz. Gerd von Rundstedt tábornagy élete; ford. Györkös Attila, Szilágyi Béla; Hajja, Debrecen, 1998 (20. századi hadtörténet) ISBN 963-9037-44-3